# Allín
Allín település Spanyolországban, Navarra autonóm közösségben. Allín Abárzuza, Améscoa Baja, Estella-Lizarra, Igúzquiza, Metauten, Yerri és Ayegui községekkel határos. Lakosainak száma 899 fő (2024).

## Népesség
A település népessége az elmúlt években az alábbi módon változott:
| Lakosok száma | 808  | 795  | 816  | 814  | 854  | 840  | 853  | 872  | 879  | 899  |
|               | 2001 | 2004 | 2007 | 2009 | 2012 | 2014 | 2017 | 2019 | 2022 | 2024 |